# Ветарцы
Ветарцы (другие названия - ветар, веттер) - народ, относящийся к группе амбоно-тиморских народов и проживающий на острове Ветар на востоке Индонезии. По примерным оценкам на 1998 год, численность народа составляла 3 тыс. человек. Язык коммуникации - ветарский. В нём выделяются такие диалекты как илваки, эраи и некоторые другие.